# Río Ognon
El río Ognon  es un río de Francia, un afluente del río Saona por la izquierda. Nace en el municipio de Haut-du-Term-Château-Lambert (departamento de Alto Saona) y desemboca en el Saona tras un curso de 215 kilómetros por los departamentos de Alto Saona, Doubs, Jura y Côte-d'Or.
Su cuenca abarca 2075 km². Pasa por Lure (Alto Saona). Sirve de límite entre los departamentos de Alto Saona y Doubs, más brevemente entre Alto Saona y Jura, y -más brevemente aún- entre Alto Saona y Côte-d'Or.
Su nacimiento está enclavado en el macizo de los Vosgos, dentro del parque natural regional de los Ballons des Vosges.
- Datos: Q286477
- Multimedia: Ognon (Franche-Comté) / Q286477